# Ricardo Otacilio Emerson
Pour les articles homonymes, voir Emerson.
Emerson Ricardo Otacilio est un footballeur brésilien né le  12 juin 1973, à Florianópolis au Brésil.
Il joue au poste d'attaquant.

## Carrière
Formé à Figueirense, Emerson commence sa carrière professionnelle en seconde division espagnole puis au Paraguay. Il évolue ensuite au Defensor Sporting Club en Uruguay, puis arrive au FC Lorient en 1998, alors fraichement promu en D1 pour la première fois de son histoire.
Régulièrement aligné jusqu'à la trêve hivernale, mais inefficace devant le but (0 but en 19 matches), il n'obtient plus la confiance de son entraîneur Christian Gourcuff qui lui préfère des attaquants plus chevronnés tels que Patrice Loko ou Ali Bouafia pendant la deuxième partie de saison.
L'attaquant retourne en Uruguay à l'issue de la saison 1998-1999, alors que le FC Lorient descend en D2.
En 2000, Emerson s'expatrie en Chine où il passe sept années dans plusieurs clubs du Championnat de Chine de football; il y termine d'ailleurs sa carrière en 2007.